# Theodor Warecke
Ernst Moritz Theodor Warecke, född omkring 1823 i Tyskland, död 7 februari 1885 i Stockholm, var en tysk-svensk litograf.
Warecke var gift med Josefina Amalia Hedvig Iréne Heintze. Warecke var ursprungligen mekaniker men utbildade sig senare till litograf. Han utvandrade från Tyskland till Stockholm där han etablerade litografianstalten Th. Warecke & Co. 